# باشگاه ورزشی الفجیره امارات
باشگاه الفجیره (به عربی:نادی الفجیرة) یک باشگاه فوتبال از امارات متحده عربی است که در شهر فجیره قرار دارد و در سال ۱۹۶۸ میلادی تأسیس شده است.
این باشگاه سابقهٔ حضور در لیگ برتر امارات را دارد.